# Room for Improvement
Room for Improvement è un mixtape del rapper canadese Drake, pubblicato nel 2006.

## Tracce
1. Intro – 0:52
2. Pianist Hands (Interlude) – 1:11
3. Special (featuring Voyce) – 4:52
4. Do What You Do – 3:48
5. Money (Remix) (featuring Nickelus F) – 2:25
6. AM 2 PM (featuring Nickelus F) – 3:28
7. City Is Mine – 3:53
8. Drake's Voice Mail Box #1 – 1:12
9. Bad Meaning Good (featuring Slakah the Beatchild) – 2:32
10. Thrill Is Gone – 3:02
11. Make Things Right (featuring Slakah the Beatchild) – 2:41
12. Video Girl – 3:46
13. Drake's Voice Mail Box #2 – 0:16
14. Come Winter – 5:28 – Amir
15. Extra Special – 2:58
16. About the Game (Freestyle) – 1:45
17. All This Love (featuring Voyce) – 3:20
18. Drake's Voice Mail Box #3 – 1:12
19. A Scorpio's Mind (featuring Nickelus F) – 3:52
20. S.T.R.E.S.S. (featuring Nickelus F) – 3:43
21. Try Harder – 2:22
22. Kick, Push (Remix) (Lupe Fiasco featuring Drake) – 4:44
23. U.P.A. (Outro) – 2:14